# Aderus chiriquensis
Aderus chiriquensis é uma espécie de inseto besouro da família Aderidae. Foi descrita cientificamente por George Charles Champion em 1890.

## Distribuição geográfica
Habita em Panamá.